# Władimir Smirnow (geolog)
Władimir Iwanowicz Smirnow (ros. Владимир Иванович Смирнов, ur. 18 stycznia?/31 stycznia 1910 w Moskwie, zm. 16 czerwca 1988 tamże) – radziecki geolog.

## Życiorys
W 1926 skończył szkołę średnią i został tokarzem w fabryce, w 1929 podjął studia w Moskiewskiej Akademii Górniczej, a 1930-1934 studiował w Moskiewskim Instytucie Badań Geologicznych, biorąc także udział w ekspedycjach geologicznych na Kaukazie, Syberii i Dalekim Wschodzie. Od 1934 do 1937 kierował jedną z partii ekspedycji geologicznej do Pamiru, po czym został konsultantem Kirgiskiego Zarządu Geologicznego, w 1938 obronił pracę kandydacką, w 1939 został adiunktem i dziekanem Wydziału Badań Geologicznych Moskiewskiego Instytutu Badań Geologicznych. Od 1940 należał do WKP(b). Po ataku Niemiec na ZSRR wykonywał zadania poszukiwania i eksploracji nowych złóż kopalin i badał możliwość wykorzystania ich w obronie kraju; został w tym celu wysłany do Azji Środkowej, gdzie 1941-1944 był zastępcą dyrektora i głównym geologiem Chajdarkańskiego Kombinatu Rtęciowego (obecnie Ajdarken w obwodzie batkeńskim w Kirgistanie), jednocześnie 1941-1944 był starszym pracownikiem naukowym w Kirgiskiej Filii Akademii Nauk ZSRR; obronił wówczas pracę doktorską. Po powrocie do Moskwy w 1944 został adiunktem i kierownikiem sektora naukowo-badawczego, a w 1946 profesorem Moskiewskiego Instytutu Badań Geologicznych, jednocześnie 1946-1951 zajmował stanowisko wiceministra geologii ZSRR i 1946-1949 przewodniczącego Wszechzwiązkowej Komisji ds. Zasobów Mineralnych. W 1951 był inicjatorem założenia pierwszej w ZSRR katedry geologii i geochemii minerałów, którą następnie kierował do końca życia, jednocześnie 1949-1955 pracował jako profesor w Moskiewskim Instytucie Metali Nieżelaznych i Złota im. Kalinina.
W badaniach skupiał się na rozwiązywaniu najważniejszych problemów geologii, metod poszukiwań, eksploracji i oceny predykcyjnej endogenicznych złóż mineralnych, brał osobisty udział w badaniu głównych złóż prowincji ZSRR, co pozwoliło naukowcom na przeprowadzenie analizy metalograficznej całego terytorium kraju i jego głównych prowincji. Osobiście odkrył wiele złóż metali szlachetnych, rtęci, ołowiu i cynku. Stworzył pierwszą mapę metalograficzną ZSRR. Badał złoża rud w europejskiej części ZSRR, Azji Środkowej, Kaukazu, Uralu, Kazachstanu, Syberii, Dalekiego Wschodu i Ukrainy, poza tym odwiedził 33 kraje i zapoznał się z ich głównymi złożami rud. Łącznie zbadał ponad 360 złóż rud metali żelaznych, nieżelaznych, rzadkich, szlachetnych i radioaktywnych. Był jednym z najwybitniejszych geologów ZSRR. Wypromował ponad 40 kandydatów i 15 doktorów nauk. Pełnił wiele funkcji w Akademii Nauk ZSRR i w komisjach i radach rządowych i ministerialnych, poza tym 1951-1988 był członkiem Rady Naukowej Wydziału Geologicznego Moskiewskiego Uniwersytetu Państwowego i 1965-1988 członkiem Rady Naukowej Moskiewskiego Uniwersytetu Państwowego, w 1958 został członkiem korespondentem, a w 1962 akademikiem Akademii Nauk ZSRR, 1969-1975 wchodził w skład Prezydium Akademii Nauk ZSRR. Napisał ponad tysiąc prac naukowych, w tym 28 książek. Był członkiem kolegiów redakcyjnych wielu pism naukowych. Od 1968 do 1974 był wiceprezesem Międzynarodowego Związku Nauk Geologicznych. Honorowy członek Węgierskiej Akademii Nauk (1988), członek rzeczywisty Geologicznego Towarzystwa Węgier (1948), Serbskiego Towarzystwa Geologicznego (1965), członek Serbskiej Akademii Nauk i Sztuk (1965), członek Towarzystwa Geologów-Ekonomistów USA (1966), Geologicznego Towarzystwa Francji (1966), honorowy członek Geologicznego Towarzystwa Bułgarii (1980) i Mineralogicznego Towarzystwa Indii (1978). Został pochowany na Cmentarzu Kuncewskim.

## Odznaczenia i nagrody
- Medal Sierp i Młot Bohatera Pracy Socjalistycznej (31 stycznia 1980)
- Order Lenina (trzykrotnie, 29 października 1954, 30 stycznia 1970 i 31 stycznia 1980)
- Order Rewolucji Październikowej (17 września 1975)
- Order Czerwonego Sztandaru Pracy (29 kwietnia 1963)
- Medal „Za ofiarną pracę w Wielkiej Wojnie Ojczyźnianej 1941–1945”
- Medal „Za pracowniczą wybitność” (1949)
- Nagroda Leninowska (1972)
- Nagroda Państwowa ZSRR (1986)
- Order Cyryla i Metodego (Ludowa Republika Bułgarii, 1979)